# Louise Glover
Pour les articles homonymes, voir Glover.
Louise Glover, née le 8 février 1983 à St Helens au Royaume-Uni, est un mannequin et photographe anglais, finaliste des concours Miss Angleterre, Miss Royaume-Uni et Miss Terre. Elle est connue pour ses apparitions dans des magazines de la presse masculine britannique, tels que FHM, et dans des tabloïds tels que News of the World et The Sun. Elle est le premier mannequin britannique à avoir été nommée « Mannequin de l'année » dans le magazine Playboy.
Glover vécut une enfance difficile avec des parents toxicomanes, puis placée sous tutelle, avant de vivre seule à l'âge de quinze ans. Elle tenta de devenir mannequin très tôt. Elle fut condamnée au début de sa carrière à des travaux d'intérêt général pour ne pas avoir déclaré ses premiers revenus alors qu'elle recevait de l'aide sociale. 

## Enfance
Louise Glover est née à St Helens, dans le comté de Merseyside au nord-ouest de l'Angleterre,. Ses parents étaient toxicomanes et firent plusieurs séjours en prison. Elle vécut son enfance tour à tour à St Helens chez la famille de son père, à Great Yarmouth avec celle de sa mère, et sous tutelle. Les nombreux changements de foyers et d'écoles firent d'elle une enfant timide et calme,,.
Elle démarra une carrière de mannequin amateur à l'âge de neuf ans, quand un photographe la repéra lors d'une séance de shopping avec sa mère. D'après lui, elle ressemblait au personnage joué par Lorraine Chase dans la série télévisée britannique Emmerdale, en plus jeune,. Glover appréciait le travail de mannequin et envisagea d'en faire son métier à douze ans. Elle commença à participer à des concours de beauté à quatorze ans pour tenter de se faire connaître. Elle fut finaliste régionale pour le titre de Miss Royaume-Uni à dix-sept ans, puis finaliste nationale à dix-huit alors qu'elle étudiait la thérapie holistique à l'université de St Helens,.
Glover vivait alors seule à St Helens au foyer Ravenhead de la Grosvenor Housing Association, et ses frais de concours et de transports étaient en partie payés par ses proches. Elle aidait quant à elle des œuvres caritatives, en voyageant au Belize en 2000 pour un projet de la Raleigh International, puis en Israël en 2001 pour apprendre l'anglais à des jeunes enfants pauvres. Les dix semaines qu'elle passa au Belize eurent d'après elle une grande importance sur sa motivation : « C'est la meilleure chose que j'avais jamais faite à ce moment de ma vie ». À dix-neuf ans, Glover représenta le Royaume-Uni au concours de Miss Earth organisé aux Philippines. Peu après, ses offres de mannequinat décuplèrent.